# Lekcjonarz 67
Lekcjonarz 67 (według numeracji Gregory-Aland), oznaczany przy pomocy siglum ℓ 67 – rękopis Nowego Testamentu pisany minuskułą na pergaminie w języku greckim z XII wieku. Służył do czytań liturgicznych.

## Opis rękopisu
Kodeks zawiera wybór lekcji z Ewangelii do czytań liturgicznych, na 270 pergaminowych kartach (29,4 cm na 22,8 cm). Zawiera noty muzyczne (neumy).
Tekst rękopisu pisany jest dwoma kolumnami na stronę, 18 linijek w kolumnie. Pisany jest minuskułą.
Tekst Pericope adulterae zamieszczony został w skróconej formie (Jan 8,3-11). Z punktu widzenia krytyki tekstu reprezentuje bizantyńską tradycję tekstualną.

## Historia
Paleograficznie datowany jest na wiek XII. Rękopis badał Scholz, który go dodał do listy rękopisów Nowego Testamentu. Badał go również i sporządził krótki jego opis Paul Martin.
Obecnie przechowywany jest we Francuskiej Bibliotece Narodowej w Paryżu, pod numerem katalogowym Gr. 284.
Jest rzadko cytowany w naukowych wydaniach greckiego Novum Testamentum Nestle-Alanda (UBS3). NA27 nie cytuje go.